# Bernarda Heimgartner

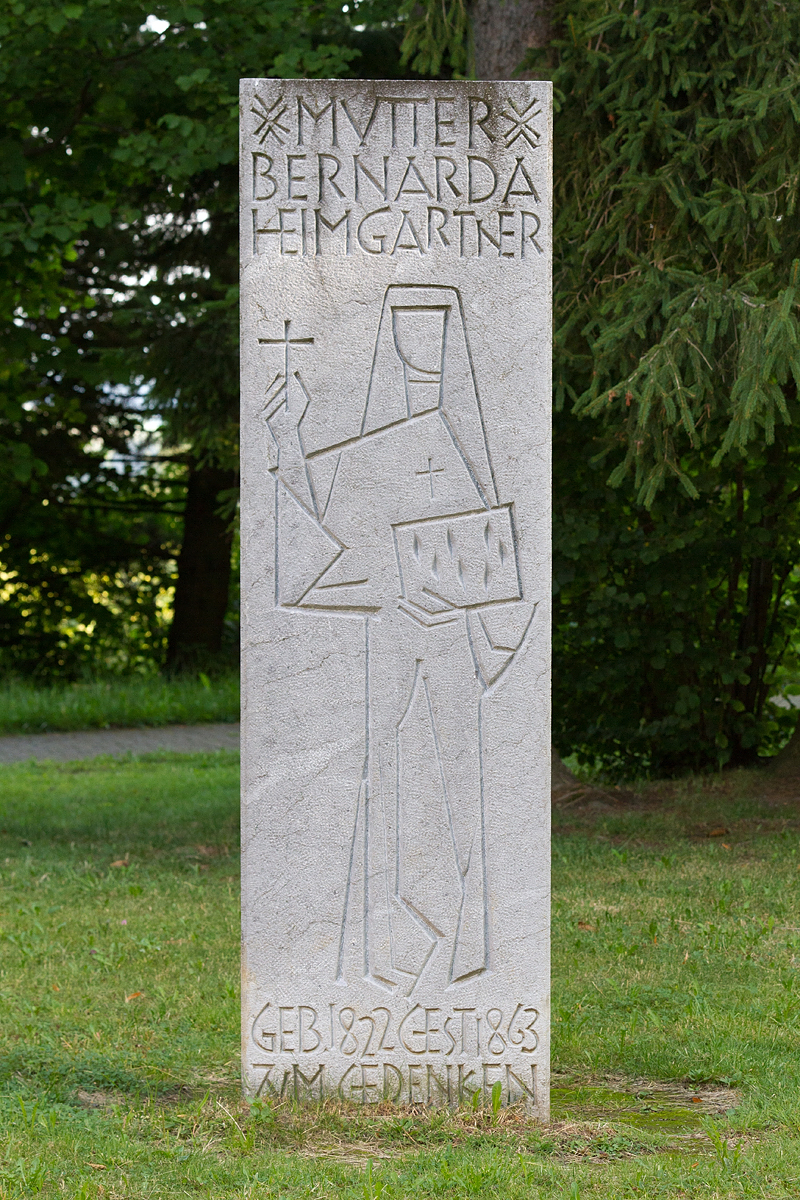
Gedenkstein an Mutter Bernarda Heimgartner

Bernarda Heimgartner (* 26. November 1822 in Fislisbach im Kanton Aargau; † 13. Dezember 1863 in Menzingen) war eine Schweizer Ordensfrau, Mitbegründerin und erste Oberin der Schwestern vom heiligen Kreuz. Ihr Seligsprechungsprozess begann 1952. Im Rahmen dessen wurde 1994 der „heroische Tugendgrad“ festgestellt, der Voraussetzung für eine Seligsprechung ist.

## Leben
Maria Anna (oder Anna Maria) Heimgartner wurde als viertes von sechs Kindern in Fislisbach geboren. Ihr Vater war Heinrich Josef Heimgartner, Schuhmacher und Kleinbauer, ihre Mutter Anna Maria Trüb. Ihr Onkel Karl Trüb diente in der Gemeinde als Pfarrer. Maria Anna besuchte die Grundschule in Fislisbach und war von 1830 bis 1840 Kindermagd in Baden. 1840 trat sie auf Anraten des Ortspfarrers Johann Kaspar Rohner und ihres Beichtvaters, des Kapuzinerpaters Theodosius Florentini, in das Pensionat des Kapuzinerinnenklosters Mariä Krönung in Baden ein und wurde dort zur Lehrerin ausgebildet. Nach Aufhebung der Aargauer Klöster 1841 ging sie für zwei Jahre zu den Ursulinen nach Freiburg im Breisgau, um ihre Studien fortzusetzen. Von 1843 bis 1844 war Heimgartner Kandidatin und Novizin der Schwestern von der Göttlichen Vorsehung in Ribeauvillé im Elsass. Am 16. Oktober 1844 legte sie die Profess in Altdorf ab.
Im Oktober 1844 gründete sie gemeinsam mit Theodosius Florentini das Lehrschwesterninstitut vom heiligen Kreuz aus dem 3. Orden des heiligen Franziskus in Menzingen und bezog am 17. Oktober 1844 mit dem Ordensnamen Mutter Bernarda das Ordenshaus in Menzingen. Sie stand den Menzinger Schwestern als deren erste Oberin vor.
Auseinandersetzungen mit Pater Florentini in den Jahren 1854 bis 1856 über das Verhältnis der Schulschwestern von Menzingen mit den in der Krankenpflege engagierten Barmherzigen Schwestern von Ingenbohl führten zur Trennung der beiden Gründungen des Kapuziners in zwei selbstständige Kongregationen.
Im Jahr 1859 erkrankte Mutter Bernarda an Lungentuberkulose. Sie trat 1863 als Oberin zurück und übergab das Amt an ihre gewählte Nachfolgerin, Schwester Salesia Strickler, die es bis 1898 innehatte. Mutter Bernarda starb am 13. Dezember 1863 an den Folgen ihrer Erkrankung.

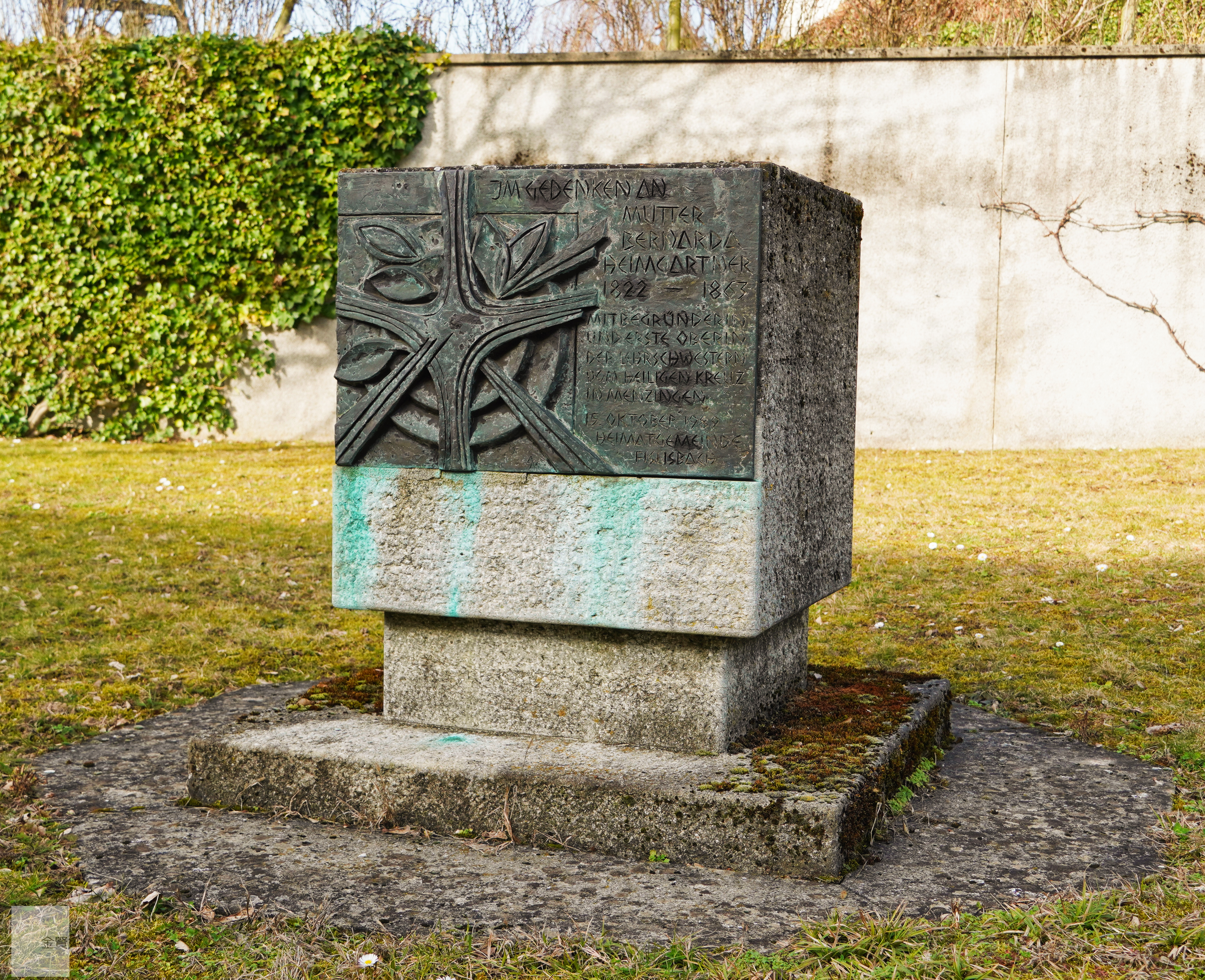
Gedenkstein Bernarda Heimgartner

1989 hat auch die Heimatgemeinde Fislisbach AG einen Gedenkstein für Mutter Bernarda errichtet.

## Veröffentlichungen
- Bernarda Heimgartner: Die Chronik des Instituts der Lehrschwestern vom hl. Kreuz 1844-1854. Einleitung, Anmerkungen, Hrsg.: Andreas Sampers, Institut der Lehrschwestern vom heiligen Kreuz, Menzingen Kanton Zug 1970.